# فرانسیسکو بولیوار زاپاتا
فرانسیسکو بولیوار زاپاتا (انگلیسی: Francisco Bolívar Zapata؛ زادهٔ ۵ مارس ۱۹۴۸) زیست‌شیمی‌دان اهل مکزیک است.
وی پس از دریافت دکترای بیوشیمی در دانشگاه ملی مکزیک (UNAM)، به عضویت مرکز تحقیقات مهندسی ژنتیک و بیوتکنولوژی، که اکنون به عنوان مؤسسه بیوتکنولوژی شناخته می‌شود درآمد. تحصیلات خود را در زمینه زیست‌شناسی مولکولی و بیوتکنولوژی انجام داد. وی یکی از مهمترین محققانی است در زمینه توسعه تکنیکهای استفاده و توصیف مواد ژنتیکی سلول فعالیت می‌کند.